# Dirichletov princip
Dirichletov princip ili princip golubinjaka jednostavan je i djelotvoran kombinatorni princip kojeg je prvi formulirao i koristio njemački matematičar Dirichlet otprilike 1834. godine pod nazivom Schubfachprinzip.
Naime, Dirichletov princip navodi da ako se n golubova smjesti u m golubinjaka, pri čemu je n>m, onda postoji najmanje jedan golubinjak u kojem se nalaze barem dva goluba ili preciznije {\displaystyle \left\lfloor {\frac {n-1}{m}}\right\rfloor +1=\left\lceil {\frac {n}{m}}\right\rceil } golubova.
Apstraktna definicija gore navedenog je da, ako je potrebno rasporediti više od n objekata u n nepraznih skupova, onda će barem jedan skup sadržavati više od jednog elementa. Alternativno, ni jedna funkcija iz skupa koji ima više od n elemenata u skup koji ima n elemenata ne može biti injektivna.

## Dirichletov princip — slaba forma
Neka je {\displaystyle n} prirodan broj. Ako {\displaystyle n+1} predmeta bilo kako rasporedimo u n kutija (pretinaca), tada barem jedna kutija sadrži barem dva predmeta.
Dokažimo tvrdnju kontradikcijom: pretpostavimo da ne postoji kutija koja
sadrži više od jednog predmeta. To znači da svaka od {\displaystyle n} kutija sadrži ili jedan ili nijedan predmet. Označimo s {\displaystyle m} broj praznih kutija. Vrijedi {\displaystyle m\geq 0}. Tada će broj kutija koje sadrže jedan predmet biti {\displaystyle n-m}. To bi značilo da je ukupan
broj predmeta smještenih u {\displaystyle n} kutija jednak {\displaystyle n-m}, a to je u kontradikciji s pretpostavkom da želimo smjestiti {\displaystyle n+1} predmet u n kutija, odnosno {\displaystyle n-m\leq n<n+1}.
Zato je naša pretpostavka o nepostojanju kutije koja sadrži više od jednog predmeta pogrešna! Valja uočiti da Dirichletov princip daje samo egzistenciju kutije s barem dva predmeta, ne i algoritam njenog pronalaska.
Označimo s {\displaystyle |A|} broj elemenata skupa {\displaystyle A}. Dirichletov princip može se iskazati i ovako:
Neka su {\displaystyle S} i {\displaystyle T} konačni skupovi, takvi da je {\displaystyle |S|>|T|}, a {\displaystyle f:S\rightarrow T} neko preslikavanje. Tada {\displaystyle f} nije injekcija, tj. postoje {\displaystyle x,x'\in S}, {\displaystyle x'\neq x}, takvi da je {\displaystyle f(x)=f(x')}.
Vrijedi:
Neka su {\displaystyle S,T} konačni skupovi sa {\displaystyle |S|=|T|=n,af:S\rightarrow T} neko preslikavanje. Tada je {\displaystyle f} injekcija.

## Dirichletov princip — jaka forma
Ako je {\displaystyle m} predmeta razmješteno u {\displaystyle n} kutija, onda barem jedna kutija
sadrži barem {\displaystyle \left\lfloor {\frac {m-1}{n}}\right\rfloor +1=\left\lceil {\frac {m}{n}}\right\rceil } predmeta.

## Ramseyjeva teorija
Poopćenje Dirichletova principa može se naći u Ramseyjevoj teoriji, matematičkoj teoriji nazvanoj po engleskom matematičaru Franku P. Ramseyju (1903. – 1930.). Srce teorije je Ramseyjev teorem.
Iskaz teorema glasi ovako: 
Za svako {\displaystyle r,m\in \mathbb {N} } i sve prirodne brojeve {\displaystyle r_{1},r_{2},...,r_{m}\geq r} postoji najmanji prirodni broj {\displaystyle N=N(r_{1},r_{2},...,r_{m};r)}, tako velik da ako imamo skup od {\displaystyle n} elemenata, {\displaystyle n\geq N} i ako u tom skupu razvrstamo sve {\displaystyle r}-podskupove u {\displaystyle m} klasa {\displaystyle K_{1},K_{2},...,K_{m}} onda postoji:
ili {\displaystyle r_{1}} elemenata čiji su svi {\displaystyle r}-podskupovi u klasi {\displaystyle K_{1}},
ili {\displaystyle r_{2}} elemenata čiji su svi {\displaystyle r}-podskupovi u klasi {\displaystyle K_{2}},
.
.
.
ili {\displaystyle r_{m}} elemenata čiji su svi {\displaystyle r}-podskupovi u klasi {\displaystyle K_{m}}.
Broj {\displaystyle N(r_{1},r_{2},...,r_{m};r)} zove se (opći) Ramseyjev broj.

### Slučaj kada jer=2{\displaystyle r=2}
Za {\displaystyle N(p,q;2):=N(p,q)} Ramseyjev broj može se definirati kao najmanji broj vrhova nekog potpunog grafa tako da ako je svaka spojnica obojena plavom ili crvenom bojom, onda postoji potpun podgraf s {\displaystyle p} vrhova čije su sve spojnice plave ili potpun podgraf s {\displaystyle q} vrhova čije su sve spojnice crvene.